# 本気!アニラブ
『本気!アニラブ』（まじアニラブ）は、2012年10月1日から2020年9月25日まで文化放送超!A&G+で配信されていた簡易動画付きラジオ番組。『（パーソナリティ名）の本気!アニラブ』とも呼ばれる。
本項では、姉妹番組『アニラブ!ガチャガチャ』についても紹介する。

## 番組概要
アニメ大好き、アニソン大好き、アニラジ大好きなパーソナリティ達が担当している。第7期から第15期の金曜日は、八木菜緒（第6期より）の担当で番組タイトルは「ガチ!コスラブ」になっていた。
第3期からは、放送の翌週に『本気!アニラブ〜AG-ON』として、本編の一部もしくは特別編をAG-ONで配信していた。第10期より、本編の一部もしくは特別編をAG-ON Premiumに配信先を移行し、『本気!アニラブ〜AG-ON Premium』『ガチ!コスラブ〜AG-ON Premium（金曜日 / 第15期まで配信）』のタイトル名にて配信している。

### 放送時間
本気!アニラブ
月2回更新 （第1月曜日を基準として第1週・第3週更新）
- 2015年10月5日 - 2020年9月25日

月曜日 - 金曜日 17:00 - 17:30 （リピート放送: 月曜日 - 金曜日 27:30 - 28:00）
本気!アニラブ〜AG-ON Premium
月2回更新 （第1月曜日を基準として第2週・第4週更新）
- 2017年4月10日 - 2020年9月18日

月曜日 - 金曜日 正午配信
過去の放送時間
本気!アニラブ
- 2012年10月1日 - 2013年9月20日

月曜日 - 金曜日 18:00 - 18:30 （リピート放送: 月曜日 - 金曜日 27:00 - 27:30、翌日 7:00 - 7:30）
- 2013年10月7日 - 2015年3月20日

月曜日 - 金曜日 18:00 - 18:30 （リピート放送: 月曜日 - 金曜日 27:30 - 28:00、翌日 8:00 - 8:30）
- 2015年4月6日 - 9月25日

月曜日 - 金曜日 17:00 - 17:30 （リピート放送: 月曜日 - 金曜日 27:30 - 28:00、翌日 8:00 - 8:30）
本気!アニラブ〜AG-ON
月2回更新 （第1月曜日を基準として第2週・第4週更新）
- 2013年10月14日 - 2017年3月31日

### パーソナリティ
第1期 （2012年10月1日 - 2013年3月22日）
| 曜日   | パーソナリティ | キャッチフレーズ                                                |
| ------ | -------------- | --------------------------------------------------------------- |
| 月曜日 | 立花理香       | 関西から可愛いお姉さんが東京に進出!夢はプリキュアになること!    |
| 火曜日 | 井澤美香子     | 「みけと一緒に元気にぱにゃにゃんだー!!」                        |
| 水曜日 | 土方蓮奈       | 写真モデルとしても活躍中の女子高校生。鍛えぬいた腹筋をみせたい! |
| 木曜日 | 儀武ゆう子     | 「ぎぶさんは愛がある!!優しい女の子です!!!」いぐち。             |
| 金曜日 | 小新井涼       | 萌えを世界に発信したい二次元ラブ!な役者です。コスプレOK!        |

第2期 （2013年4月1日 - 2013年9月20日）
| 曜日   | パーソナリティ | キャッチフレーズ                                            |
| ------ | -------------- | ----------------------------------------------------------- |
| 月曜日 | 野村唯         | 梅干し食べてLet's アニラブ!新人声優野村唯との奇妙なひと時♪  |
| 火曜日 | 立花理香       | 関西から可愛いお姉さんが東京に進出!夢はプリキュアになること |
| 水曜日 | 小新井涼       | 萌えを世界に発信したい二次元ラブな役者です。コスプレOK!     |
| 木曜日 | 川上莉央       | 歌って踊れる声優になりたい!いつなるの?今しかないでしょ!!    |
| 金曜日 | 佐武宇綺       | 佐武さんは超絶かまってほしいのです!                         |

第3期 （2013年10月7日 - 2014年3月21日）
| 曜日   | パーソナリティ | キャッチフレーズ                                        |
| ------ | -------------- | ------------------------------------------------------- |
| 月曜日 | 永井瑠梨       | あなたのピンチに駆けつける!どんとこい地球!るりーただよ! |
| 火曜日 | 田中萌         | ハッピーモエピーよろピくねー!ポジティブな干物系大学生!  |
| 水曜日 | 関口未佐子     | 遅れてきた第二次性徴期。あたし魔法少女になる!!          |
| 木曜日 | 高橋李依       | 新人声優・高橋李依!夢に向かってかけあがりーちゃん!      |
| 金曜日 | 櫻井ゆりの     | 漫画ゲームコスプレ!世界に通じるサブカルマスターへ!      |

第4期 （2014年4月7日 - 2014年9月19日）
| 曜日   | パーソナリティ | キャッチフレーズ                                        |
| ------ | -------------- | ------------------------------------------------------- |
| 月曜日 | 和田京子       | 週の初めに革命起こすよ!音楽大好き芸術ガール!            |
| 火曜日 | 篠田みなみ     | シノダビギニング!!!                                     |
| 水曜日 | 永井瑠梨       | あなたのピンチに駆けつける!どんとこい地球!るりーただよ! |
| 木曜日 | 山岡ゆり       | おかゆの人生“ゆり色”計画                                |
| 金曜日 | 高橋李依       | 新人声優・高橋李依!夢に向かってかけあがりーちゃん!      |

第5期 （2014年10月6日 - 2015年3月20日）
| 曜日   | パーソナリティ | キャッチフレーズ                                                 |
| ------ | -------------- | ---------------------------------------------------------------- |
| 月曜日 | 立花芙実       | 今日もレッドゾーンまでフルスロットル!ハイオク満タンふみたんです! |
| 火曜日 | 角元明日香     | ちっちゃくたって伸びしろ満点!合法ロリとは呼ばないで!!            |
| 水曜日 | 藤原未来       | 新人声優、藤原未来。声の魔法で変身したいっ                       |
| 木曜日 | 七瀬亜深       | 「世阿弥になりたい。」                                           |
| 金曜日 | 富沢恵莉       | 可愛いは正義!富沢恵莉の右端ヒロイン修行中!                       |

第6期 （2015年4月6日 - 2015年9月25日）
| 曜日   | パーソナリティ | キャッチフレーズ                                                 |
| ------ | -------------- | ---------------------------------------------------------------- |
| 月曜日 | 岩崎千明       | 月曜襲来!甘美の国の黒猫系のんびり気ままガール                    |
| 火曜日 | 冨沢竜也       | 俺は繋げる言葉のコンボ!火曜17時の冨沢TIME!                       |
| 水曜日 | 立花芙実       | 今日もレッドゾーンまでフルスロットル!ハイオク満タンふみたんです! |
| 木曜日 | 八木菜緒       | 大胆不敵にアニソン革命 あなたをお耳ノックアウト                  |
| 金曜日 | 角元明日香     | ちっちゃくたって伸びしろ満点!合法ロリとは呼ばないで!!            |

第7期（2015年10月5日 - 2016年3月25日）
| 曜日   | パーソナリティ | キャッチフレーズ                              |
| ------ | -------------- | --------------------------------------------- |
| 月曜日 | 伊達朱里紗     | 伊達ちゃんが伊達じゃないとこ見せたいんだって! |
| 火曜日 | 後藤沙織       | 日本の平和を守っちゃう!オタク自衛官★参上!     |
| 水曜日 | 和久井優       | 水曜はわくわく☆わくいですぃよ～!              |
| 木曜日 | 水間友美       | 茨城県出身納豆大好きねばねばねばーる水間友美♪ |
| 金曜日 | 八木菜緒       | 百花繚乱コスプレぼりゅーしょん!瞳ノックアウト |

第8期（2016年4月4日 - 2016年9月23日）
| 曜日   | パーソナリティ | キャッチフレーズ                              |
| ------ | -------------- | --------------------------------------------- |
| 月曜日 | 荒井杏子       | きょうこの放送、きいてくれてありがとう♪       |
| 火曜日 | 上間江望       | NGなし!これがせろでぃ声優えみりーだ!          |
| 水曜日 | 伊達朱里紗     | 伊達ちゃんが伊達じゃないとこ見せたいんだって  |
| 木曜日 | 後藤沙織       | 日本の平和を守っちゃう!オタク自衛官★参上!     |
| 金曜日 | 八木菜緒       | 百花繚乱コスプレぼりゅーしょん!瞳ノックアウト |

第9期（2016年10月3日 - 2017年3月24日）
| 曜日   | パーソナリティ | キャッチフレーズ                              |
| ------ | -------------- | --------------------------------------------- |
| 月曜日 | 吉良さゆり     | 巫女子（ふじょし）さゆりの全国きらきら大作戦! |
| 火曜日 | 小峯愛未       | 目指せエクシアのくびれ!たこ焼き声優小峯愛未   |
| 水曜日 | 藤井彩加       | 米がーる!カラフルあーやんよろしくね!          |
| 木曜日 | 中野さいま     | さいま氏ワールドへ ようこそいらっさいま氏〜!  |
| 金曜日 | 八木菜緒       | 百花繚乱コスプレぼりゅーしょん!瞳ノックアウト |

第10期（2017年4月3日 - 9月29日）
| 曜日   | パーソナリティ | キャッチフレーズ                              |
| ------ | -------------- | --------------------------------------------- |
| 月曜日 | 福尾美佳       | ポイズン届けるみんなのフェアリー☆             |
| 火曜日 | 学園祭学園     | おしゃべりバンド、大いに語る                  |
| 水曜日 | 吉良さゆり     | 巫女子（ふじょし）さゆりの全国きらきら大作戦! |
| 木曜日 | 小峯愛未       | 目指せエクシアのくびれ!たこ焼き声優小峯愛     |
| 金曜日 | 八木菜緒       | 百花繚乱コスプレぼりゅーしょん!瞳ノックアウト |

第11期（2017年10月2日 - 2018年3月30日）
| 曜日   | パーソナリティ | キャッチフレーズ                              |
| ------ | -------------- | --------------------------------------------- |
| 月曜日 | 草本夏明       | ナきむしツよいこナツメろん!草本観察日記       |
| 火曜日 | 涼本あきほ     | 可愛いへの愛は無限大!暴走機関車☆涼本あきほ    |
| 水曜日 | 高橋亨         | アニラジ時々お天気盛り+α三十路ラジオ          |
| 木曜日 | 峯田茉優       | 新人声優『だまゆ』長野から無機物に愛をこめて  |
| 金曜日 | 八木菜緒       | 百花繚乱コスプレぼりゅーしょん!瞳ノックアウト |

第12期（2018年4月2日 - 9月28日）
| 曜日   | パーソナリティ      | キャッチフレーズ                                                          |
| ------ | ------------------- | ------------------------------------------------------------------------- |
| 月曜日 | 乃並なの            | そうなの?なんなの?地球侵略!乃並なの♪                                      |
| 火曜日 | 峯田茉優            | 新人声優『だまゆ』長野から無機物に愛をこめて                              |
| 水曜日 | 草本夏明            | ナきむしツよいこナツメろん!草本観察日記                                   |
| 木曜日 | 水野まい 湊元りょう | 3次元の全ヲタクの女神、行くぞアニヲタ革命 いつでもあなたの笑顔のみなもと! |
| 金曜日 | 八木菜緒            | 百花繚乱コスプレぼりゅーしょん!瞳ノックアウト                             |

第13期（2018年10月1日 - 2019年3月29日）
| 曜日   | パーソナリティ | キャッチフレーズ                              |
| ------ | -------------- | --------------------------------------------- |
| 月曜日 | 雨宮夕夏       | 届けみんなに!えがおと明るさ負けん気元気!      |
| 火曜日 | 藤本彩花       | お花みたいな可愛さで みんなの生活彩るぞい!    |
| 水曜日 | 和泉風花       | うまみ、ふかみ、いずみ！新人声優和泉風花!     |
| 木曜日 | 朝日奈丸佳     | 君とはじまる、注目あつまる、まる色に染まる?   |
| 金曜日 | 八木菜緒       | 百花繚乱コスプレぼりゅーしょん!瞳ノックアウト |

第14期（2019年4月1日 - 9月27日）
| 曜日   | パーソナリティ | キャッチフレーズ                              |
| ------ | -------------- | --------------------------------------------- |
| 月曜日 | 吉野瑞穂       | お喋り指数上昇中☆今すぐ君もぽりんぽりん!      |
| 火曜日 | 栗田優         | 優 can do it!!                                |
| 水曜日 | 藤本彩花       | お花みたいな可愛さで みんなの生活彩るぞい!    |
| 木曜日 | 雨宮夕夏       | 届けみんなに!えがおと明るさ負けん気元気!      |
| 金曜日 | 八木菜緒       | 百花繚乱コスプレぼりゅーしょん!瞳ノックアウト |

第15期（2019年9月30日 - 2020年3月27日）
| 曜日   | パーソナリティ | キャッチフレーズ                              |
| ------ | -------------- | --------------------------------------------- |
| 月曜日 | 柳原かなこ     | あなたの心をぷるんっと癒そうかにゃ☆           |
| 火曜日 | 根本京里       | みんな違ってみんなイイ!まったり楽しも〜!      |
| 水曜日 | 西山彩佳       | 夢はみんなの太陽!笑顔を伝染させちゃうぞー!    |
| 木曜日 | 高橋美佳子     | 帰ってきたベテラン☆                           |
| 金曜日 | 八木菜緒       | 百花繚乱コスプレぼりゅーしょん!瞳ノックアウト |

第16期（2020年3月30日 - 2020年9月25日）
| 曜日   | パーソナリティ        | キャッチフレーズ                          |
| ------ | --------------------- | ----------------------------------------- |
| 月曜日 | 堤もね                | 夢は子供たちのヒーロー!〜アニメ勉強中〜   |
| 火曜日 | 柳原かなこ            | あなたの心をぷるんっと癒そうかにゃ☆       |
| 水曜日 | 高橋美佳子            | 帰ってきたベテラン☆                       |
| 木曜日 | 流田豊（流田Project） | 仮面を被った小さな巨人                    |
| 金曜日 | キューイチロー        | みんなで僕をバードウォッチングしてキュー! |

### テーマソング
歌唱は出演者やA&Gアカデミー ボーカルコース卒業生が担当している。
|        | オープニング               | オープニング                                                  |                      | エンディング                             | エンディング                                                 | 出典 |
| 曲名   | アーティスト名             | 曲名                                                          | アーティスト名       |                                          |                                                              | 出典 |
| 第1期  | HOP STEP DREAM             | パステルビーンズ（川上莉央、米田菜穂）                        | Forever Young        | パステルビーンズ（光富崇雄、最上さやか） | [ 10 ]                                                       |      |
| 第2期  | HOP STEP DREAM             | パステルビーンズ（川上莉央、米田菜穂）                        | Forever Young        | パステルビーンズ（光富崇雄、最上さやか） | [ 10 ]                                                       |      |
| 第3期  | Amazing Happy Man!!!!!     | Supreme Daydream（諏訪ななか、高林大旗）                      | Forever Young        | パステルビーンズ（光富崇雄、最上さやか） | [ 11 ]                                                       |      |
| 第4期  | LOVECAL TIME               | プレシャスリズム（成田麻実、福尾美佳）                        | スキがいっぱい       | H@PPY ROSE（永井瑠梨、七海綾香）         | [ 12 ]                                                       |      |
| 第5期  | 目の前の君を信じてる       | FAMILEA（立花芙実、角元明日香、藤原未来、七瀬亜深、富沢恵莉） | 恋のプレイボール     | 佐々木亜李沙                             | [ 13 ]                                                       |      |
| 第6期  | Sorry, Baby I Love You     | 岩﨑千明                                                      | 小さな勇気           | 増山鈴乃音                               |                                                              |      |
| 第7期  | 世界は君を待っている       | STAY TUNES!（伊達朱里紗、後藤沙織、和久井優、水間友美）       | GOOD BYE MY MEMORIES | 彩夏とRyoCo                              | [ 14 ]                                                       |      |
| 第8期  | ナツチュ♡                  | 荒井杏子                                                      |                      | Refrain Blue                             | 上間江望                                                     |      |
| 第9期  | 愛!! me too                | Staars!（吉良さゆり、小峯愛未、藤井彩加、中野さいま）         |                      | 傷ついて大門                             | さやか&しんじ（西部さやか、鈴木しんじ）                      |      |
| 第10期 | 星屑フライト               | 福尾美佳                                                      |                      | any love,anymore                         | 学園祭学園（青木佑磨、阿部草介、市川太一、栗田優、小松秀行） |      |
| 第11期 | 君のオモいっ伝えたいっ！！ | せぞん（草本夏明、涼本あきほ、峯田茉優）                      |                      | サムライロード                           | 桜と松（桜木信也、松田裕市）                                 |      |
| 第12期 | シャルララトゥワティア     | 乃並なの                                                      |                      | JOYFUL HERO                              | ドリィムシンドロォム（水野まい、湊元りょう）                 |      |
| 第13期 | ラブキミレボリューション☆  | milabilis（雨宮夕夏、藤本彩花、和泉風花、朝日奈丸佳）         |                      | ミライ、ヒラヒラ                         | 檜原悠里子                                                   |      |
| 第14期 | きみがすき。               | 吉野瑞穂                                                      |                      | その名は未来                             | 学園祭学園（青木佑磨、阿部草介、市川太一、栗田優、小松秀行） |      |
| 第15期 | BlooMoon                   | koikan@（柳原かなこ、根本京里、西山彩佳）                     |                      | リスナーとパーソナリティ                 | 高橋美佳子                                                   |      |
| 第16期 | 悲しみが止まらない         | 堤もね                                                        |                      | コントロール                             | 流田Project                                                  |      |

## ゲスト
第1期
月曜日
- 第10回 - 小新井涼

火曜日
- 第8回 - 土方蓮奈

水曜日
- 第8回 - 井澤美香子
- 第9回 - 諏訪ななか

木曜日
- 第4回 - 佐藤順一
- 第6回 - marble
- 第9回 - 二宮圭美

金曜日
- 第6回 - 後藤麻衣
- 第9回 - 立花理香
- 第10回 - 千葉淳（角川書店）
- 第11回 - 櫻井ゆりの

第2期
火曜日
- 第15回 - 諏訪ななか
- 第20回 - 土方蓮奈
- 第22回 - BAN BAN BAN（鮫島博己、山本正剛）

水曜日
- 第14回 - 喜屋武ちあき
- 第18回（2013年6月19日） - 原田里佳子（Tokyo Cheer2 Party）、芦原優愛（Tokyo Cheer2 Party）
- 第20回 - 後藤麻衣
- 第21回 - 井澤美香子、青木志貴

木曜日
- 第3回 - 米田菜穂（パステルビーンズ）
- 第8回 - 土方蓮奈

第3期
月曜日
- 第3回 - Supreme Daydream（諏訪ななか、高林大旗）
- 第8回 - 田中萌

火曜日
- 第2回 - 立花理香
- 第8回 - 永井瑠梨
- 第10回 - 小新井涼

水曜日
- 第5回 - 小新井涼
- 第9回 - 立花理香
- 第11回 - 永井瑠梨

木曜日
- 第8回 - 櫻井ゆりの
- 第10回 - 上田麗奈

金曜日
- 第7回 - 小市眞琴
- 第10回 - 田中萌

第4期
月曜日
- 第10回 - 篠田みなみ

火曜日
- 第5回 - 井澤美香子
- 第9回 - 田川まゆみ（ぴなふぉあ）
- 第10回 - 和田京子
- 第11回 - 高田憂希

水曜日
- 第16回 - プレシャスリズム（成田麻実、福尾美佳）、H@PPY R♡SE（七海綾香）
- 第19回 - 田上真里奈

第5期
月曜日
- 第6回 - 篠田みなみ

火曜日
- 第7回 - 富沢恵莉

水曜日
- 第4回 - 佐々木亜李沙

木曜日
- 第10回 - 入江玲於奈

金曜日
- 第7回 - 角元明日香

- 第8回 - 立花芙実、角元明日香、藤原未来

第6期
火曜日
- 第6回 - もりかわ氏（パズドラTCGプロデューサー）、ルール長谷川（ジャッジ担当）
- 第8回 - 田中聖奈

水曜日
- 第15回 - 富沢恵莉
- 第18回 - 七瀬亜深、富沢恵莉
- 第21回 - 駒形友梨

第7期
月曜日
- 第6回 - 田中あいみ
- 第7回 - 後藤沙織、和久井優、水間友美

火曜日
- 第9回 - 水間友美

木曜日
- 第5回 - 彩夏、RyoCo
- 第6回 - 後藤沙織
- 第9回 - 佐藤美命

第8期
月曜日
- 第11回 - 上間江望

火曜日
- 第6回 - DelightStyle
- 第10回 - 芹澤優

水曜日
- 第13回 - 伊東健人
- 第16回 - 大橋彩香
- 第21回 - 石井未紗、新田早規、長谷美希

木曜日
- 第21回 - 峯田大夢

第9期
月曜日
- 第3回 - 上間江望
- 第10回 - 小峯愛未

火曜日
- 第6回 - 後藤沙織
- 第9回 - 吉良さゆり
- 第11回 - 黒木ほの香

水曜日
- 第7回 - 吉良さゆり、小峯愛未、中野さいま

木曜日
- 第4回 - 水間友美
- 第10回 - 井澤美香子

第10期
月曜日
- 第6回 - 富沢恵莉
- 第8回 - 卯野春香、冨尾光里
- 第9回 - 成田麻実

火曜日
- 第10回 - サワダユウ（humandog）

木曜日
- 第5回 - 汐入あすか（サンドリオン）、成海瑠奈（サンドリオン）
- 第9回 - 黒木ほの香
- 第10回 - 小山百代

第11期
火曜日
- 第2回 - 峯田茉優

木曜日
- 第4回 - 涼本あきほ
- 第6回 - 草本夏明、涼本あきほ
- 第7回 - 福尾美佳（姫イド隊）、岩崎千明（姫イド隊）、荒井杏子（姫イド隊）、乃並なの（姫イド隊）、吉野瑞穂（gacha-cha）、大野満理奈（gacha-cha）
- 第9回 - 厚木那奈美

第12期
火曜日
- 第9回 - 涼本あきほ
- 第11回 - 厚木那奈美（Run Girls, Run!）

水曜日
- 第6回 - 嘉陽光

第13期
月曜日
- 第6回 - 湊元りょう

火曜日
- 第5回 - 柳原利香

水曜日
- 第5回 - 峯田茉優、涼本あきほ
- 第7回 - 雨宮夕夏、藤本彩花、朝日奈丸佳
- 第11回 - 天野聡美

木曜日
- 第4回 - 涼本あきほ
- 第6回 - 伊達朱里紗

第14期
月曜日
- 第4回 - 湊元りょう

火曜日
- 第2回 - 市川太一（学園祭学園）
- 第3回 - 阿部草介（学園祭学園）
- 第4回 - 小松秀行（ブラボーカフェ）
- 第5回 - 青木佑磨（学園祭学園）
- 第6回 - 浅沼晋太郎
- 第7回 - 鷲崎健
- 第8回 - 大村綾人
- 第9回 - 大福雄介
- 第10回 - 砂川禎一郎（夜ふかしの会）
- 第11回 - 霞健人
- 第12回 - 内田稔

水曜日
- 第11回 - 柳原利香

第15期
木曜日
- 第4回 - 鷲崎健
- 第5回 - 雨宮夕夏
- 第9回 - 日比野芽奈、本多睦、出口晴臣
- 第10回 - 天城サリー（22/7）、武田愛奈（22/7）

## 公開イベント
本気!アニラブ合同イベント 年末だよ!姉も妹も大集合スペシャル!!
- 2012年12月30日 - 文化放送メディアプラスホール

出演: 立花理香、井澤美香子、土方蓮奈、儀武ゆう子、小新井涼
本気!アニラブ〜トーク&ライブ
- 2013年12月30日 - 文化放送メディアプラスホール

出演: 永井瑠梨、田中萌、関口未佐子、高橋李依、櫻井ゆりの、パステルビーンズ（川上莉央、米田菜穂、最上さやか、土方蓮奈、光富崇雄）、Supreme daydream（諏訪ななか、高林大旗）
『本気!アニラブ〜オールスター』イベント
- 2014年12月29日 - 文化放送メディアプラスホール

出演:川上莉央、立花芙実、角元明日香、藤原未来、七瀬亜深、富沢恵莉、立花理香、野村唯、永井瑠梨、和田京子、篠田みなみ、FAMILEA、佐々木亜李沙、パステルビーンズ、Supreme Daydream、プレシャスリズム、H@PPY ROSE
本気!アニラブ&ガチ!コスラブ　合同イベント
- 2015年12月30日 - 文化放送メディアプラスホール

出演:伊達朱里紗、後藤沙織、和久井優、水間友美、八木菜緒、彩夏とRyoCo
特別出演:岩﨑千明、増山鈴乃音
司会:有賀友利恵（うるめいつ）
アニラブ・オールスター2017
- 2017年12月29日 - 文化放送メディアプラスホール

出演:草本夏明、涼本あきほ、峯田茉優、高橋亨、桜木信也、松田裕市、吉野瑞穂、大野満理奈、嘉陽光、福尾美佳、岩﨑千明、荒井杏子、乃並なの
司会:湊元りょう、後藤沙織
アニラブ・オールスター2018
- 2018年12月30日 - 文化放送メディアプラスホール

出演:雨宮夕夏、藤本彩花、和泉風花、朝日奈丸佳、岩淵桃音、掛川渚、若松来海、草本夏明、涼本あきほ、峯田茉優、福尾美佳、岩﨑千明、荒井杏子、乃並なの
司会:湊元りょう、松田裕市
アニラブ・オールスター2019
- 2019年12月30日 - 文化放送メディアプラスホール

出演:高橋美佳子、柳原かなこ、根本京里、西山彩佳、雨宮夕夏、藤本彩花、和泉風花、朝日奈丸佳、草本夏明、涼本あきほ、峯田茉優、オワリカナ、春木めぐみ、吉野瑞穂、乃並なの、福尾美佳、荒井杏子、岩﨑千明
特別出演:川上莉央、光富崇雄、最上さやか、土方蓮奈
司会:湊元りょう、光富崇雄

## 関連商品
CD
- HOP STEP DREAM / パステルビーンズ - 「本気!アニラブ」テーマソング[21]
- Amazing Happy Man!!!!! / Supreme Daydream - 「本気!アニラブ」テーマCD[22]
- プレシャスリズム＆H＠PPY R♥SE ～本気!アニラブ主題歌～ / プレシャスリズム、H＠PPY R♥SE - 「本気!アニラブ」第3期テーマCD[23]
- 本気!アニラブ〜オールスターズ - 「本気!アニラブ」テーマCD[24]
- Sorry, Baby I Love You / 岩﨑千明 - 「本気!アニラブ」第6期テーマCD[25]
- 世界は君を待っている / STAY TUNES! - 「本気!アニラブ」第7期テーマCD[26]
- ナツチュ♡ / 荒井杏子 - 「本気!アニラブ」第8期テーマCD[27]
- 愛!! me too / Staars! - 「本気!アニラブ」第9期テーマCD[28]
- 星屑フライト / 福尾美佳 - 「本気!アニラブ」第10期テーマCD[29]
- 君のオモいっ伝えたいっ！！ / せぞん - 「本気!アニラブ」第11期テーマCD[30]
- シャルララトゥワティア / 乃並なの - 「本気!アニラブ」第12期テーマCD[31]
- ラブキミレボリューション☆ / mirabilis - 「本気!アニラブ」第13期テーマCD[32]
- きみがすき。 / 吉野瑞穂 - 「本気!アニラブ」第14期テーマCD[33]
- BlooMoon / koikan@ - 「本気!アニラブ」第15期テーマCD[34]

## アニラブ!ガチャガチャ
『アニラブ!ガチャガチャ』は、文化放送超!A&G+で2012年10月7日から2013年3月20日まで第1期を、2015年10月8日から2016年3月24日まで第2期を、2017年10月2日から2018年9月17日まで第3期を放送し、2018年10月1日から第4期を放送中の簡易動画付きラジオ番組。

### 第1期
放送時間
月2回更新 （第1月曜日を基準として第1週・第3週更新、1月のみ第2週・第4週更新）
超!A&G+
- 2012年10月7日 - 2012年12月16日

日曜日 26:30 - 27:00 （リピート放送: 土曜日 10:00 - 10:30）
- 2013年1月10日 - 2013年3月20日

水曜日 16:00 - 16:30 （リピート放送: 木曜日 6:00 - 6:30）
AG-ON
- 2012年10月9日 - 2012年3月26日

翌週火曜日配信
パーソナリティ
- 篠田みなみ
- 諏訪ななか
- 栗山りさ（現：栗山叶）

### 第2期
放送時間
月2回更新（第1月曜日を基準として第1週･第3週更新、10月は第2木曜日･第4木曜日更新）
超!A&G+
- 2015年10月8日 - 2016年3月24日

木曜日 27:00 - 27:30
AG-ON
- 2015年10月15日 - 2016年3月31日

翌週木曜日更新（第1月曜日を基準として第2週･第4週更新、10月は第3木曜日･第5木曜日更新）
パーソナリティ
- 乃並なの
- 佐藤望
- 指出毬亜

### 第3期
放送時間
月2回更新（第1月曜日を基準として第1週･第3週更新）
超!A&G+
- 2017年10月2日 - 2018年9月17日

月曜日 16:00 - 17:00 内の10分間（超!A&G+『アニきゅん!』内フロート番組）
（リピート放送 7:00 - 8:00、13:00 - 14:00（第2週、第4週））
パーソナリティ
- 吉野瑞穂
- 大野満理奈
- 嘉陽光

### 第4期
放送時間
月2回更新（第1月曜日を基準として第1週･第3週更新）
超!A&G+
- 2018年10月1日 -

月曜日 16:00 - 17:00 内の10分間（超!A&G+『アニきゅん!』内フロート番組）
パーソナリティ
- 岩淵桃音
- 掛川渚
- 若松来海